# 3トン半水タンク車

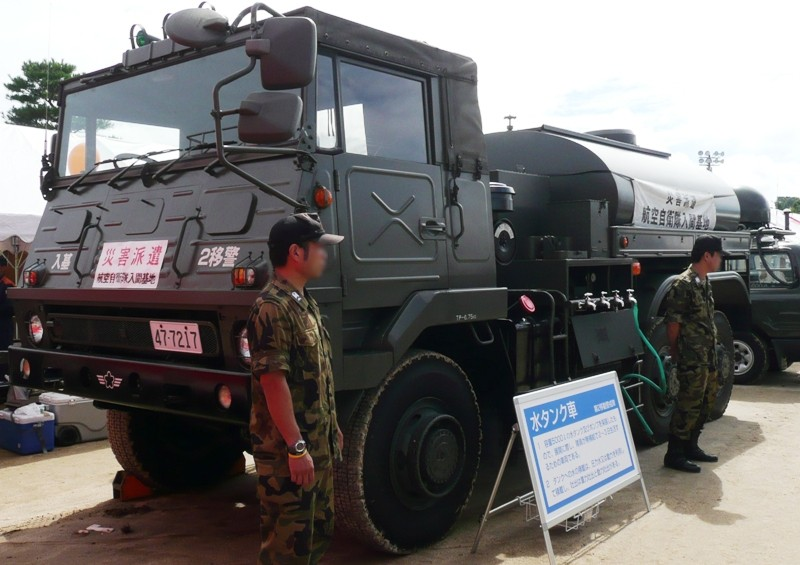
3トン半水タンク車

3トン半水タンク車（3トンはんみずタンクしゃ）は、陸上自衛隊及び航空自衛隊の装備の1つ。
陸上自衛隊では後方支援連隊の補給隊や後方支援隊の補給中隊、化学防護隊や特殊武器防護隊で運用され、給水車として災害派遣などで活躍する。
ベース車両は73式大型トラックであり、6輪となっている。タンクローリーと同様の円筒形のタンクを荷台に搭載しているが、転倒防止枠は付いていない。タンクの上部から取水し、両側面には蛇口がついている。

## 諸元
- 全長：6930mm
- 全高：2930mm
- 全幅：2485mm
- 車両重量：9490kg
- 最大積載量：5000L
- 最高速度：105km/h
- 出力：285ps

## 製作
- いすゞ自動車